# Chipiona
 (novembre 2024).
Si vous disposez d'ouvrages ou d'articles de référence ou si vous connaissez des sites web de qualité traitant du thème abordé ici, merci de compléter l'article en donnant les références utiles à sa vérifiabilité et en les liant à la section « Notes et références ».
Chipiona est une commune espagnole située dans la province de Cadix, dans la communauté autonome d'Andalousie, et un village de la municipalité. En 2012, elle avait une population de 18 849 habitants, qui augmente en été. La superficie de la commune est de 32,92 km ² et la densité est de 573,90 habitants / km ². La ville est située sur la côte Atlantique, à une altitude de 4 mètres, entre les villes de Rota et Sanlucar de Barrameda et à 60 km de Cadix, la capitale provinciale.

## Géographie

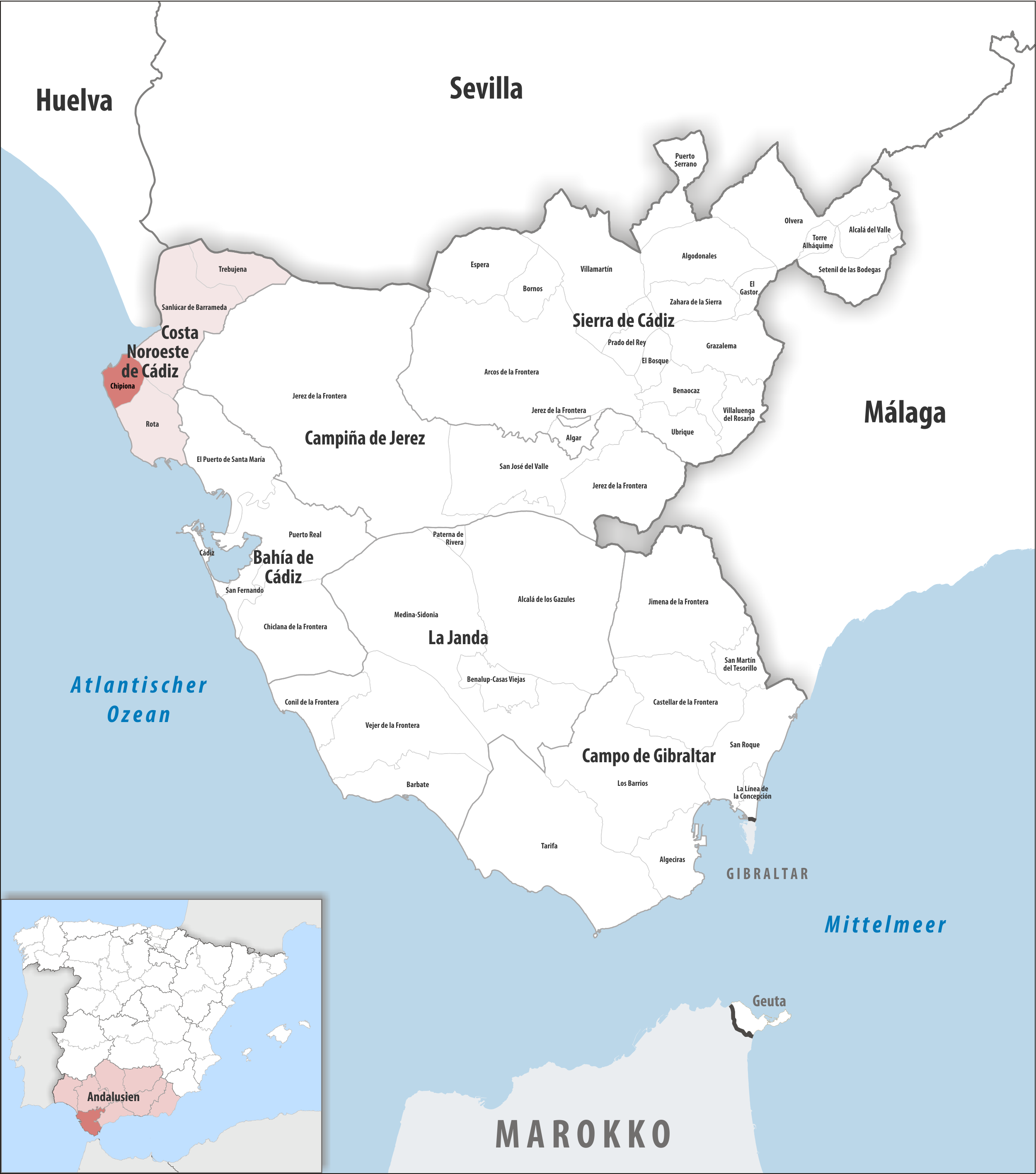
Chipiona dans la province de Cadix / en Andalousie

### Localisation
La commune de Chipiona à la pointe ouest de la comarque de Côte nord-ouest de Cadix et de la province de Cadix (Andalousie).
Cadix est à 52 km sud-sud-est ;
Jerez de la Frontera à 34 km est-sud-est ;
Séville à 110 km nord-est ;
Gibraltar à 148 km sud-est ; 
Algésiras à 131 km sud-est.
La commune a une surface de 32,95 km2.

## Histoire

### Antiquité
Selon le géographe Strabon (Strabon, III, 1, 9) et Pomponius Mela (Mela III, 4), il existait dans l'Antiquité un phare à l'embouchure du fleuve Guadalquivir, qui a été appelé Turris Caepionis probablement parce qu'il a été construit pour instances du consul romain Quintus Servilius Caepion ou certains de ses descendants. La tour servi à signaler un lieu dangereux pour la navigation, et marquait l'existence d'une rivière navigable, le Guadalquivir. Traditionnellement considéré que le nom de Chipiona vient du nom de ce phare.
Cette zone est également identifiée avec la zone où se trouvait le légendaire Gerionis Ars, la tombe de Géryon, qui s'élevait au bout d'un cap étroit, probablement ce qui est maintenant le récif connu sous le nom de pierre de Salmedina ou tout simplement Salmedina. De tout cela, il n'y a pas plus de preuves que textuelles. On a découvert des vestiges romains datant du IIe siècle av. J.-C.

### Moyen Âge
La légende raconte que les disciples de saint Augustin en Afrique, fuyant l'invasion des Vandales, sont venus par la mer à Chipiona avec une statue de la Vierge de Regla. On a trouvé des pierres tombales du temps des Wisigoths près du Sanctuaire de Notre-Dame de Regla. Après l'islamisation de la péninsule ibérique à partir de 711, suivant la tradition, les ermites ont caché la statue dans une citerne à trente pas de la citadelle, aujourd'hui monastère. L'image est restée cachée dans l'Ordre de Saint-Augustin et a été trouvée par une révélation du ciel. À proximité a été construit le Sanctuaire de Notre-Dame de Regla.
Dès 1251, Chipiona a été reconquise par le roi Ferdinand III puis, en 1264, par son fils Alphonse X le Sage. En 1297, le roi Ferdinand IV accorda à Guzmán el Bueno, fondateur de la maison de Medina Sidonia, la seigneurie de Sanlúcar, dont Chipiona faisait partie.
En 1303, la fille aînée de Guzmán el Bueno et María Alonso Coronel, Isabel Pérez de Guzmán, épouse Fernando Ponce de León pour obtenir en dot les villes de Rota et Chipiona.

### Âge moderne
En 1755, Chipiona a durement été touchée par le tsunami causé par le tremblement de terre de Lisbonne, tuant quatre personnes et laissant les rues et les plages inondées.
L'image du Christ de la Miséricorde est montrée en procession pour demander le retrait des eaux. Cette procession est renouvelée chaque année le 1er novembre de l'ermitage qui porte le nom du Christ à la  Croix de la Mer.

## Fêtes et traditions
- Carnaval : fête de longue tradition dans la municipalité, la référence la plus ancienne pour le carnaval de Chipiona est un édit du conseil municipal de 1896, qui régit le fonctionnement de ces fêtes et montre que son existence est bien antérieure. Durant la période franquiste, les célébrations du carnaval ont été interdites en Espagne. En 1984, le carnaval de Chipiona a été restauré et depuis lors ce festival a lieu chaque année entre les mois de février et mars. La fête se termine par la Cavalcade, fête d'intérêt régional.
- Pâques : Chipiona dispose de deux confréries de pénitence :
  - La Fraternité et Confrérie de Notre Père Jésus Nazaréen Captive, datant de 1960. La Vierge des Douleurs est un travail anonyme de XVIIIe siècle. La confrérie de la Pénitence officie le Jeudi saint.
  - Fraternité Stmo. Christ de la Miséricorde. Il y a pénitence le Vendredi saint. L'image du Christ de la Miséricorde a un grand soutien populaire du tremblement de terre de Lisbonne, en novembre 1755 dans lequel il a pris l'image du Christ dans la supplication. Cet événement n'est pas sans rappeler de 1er novembre de chaque année, car ils attirent il Stmo. Christ de la Miséricorde à une procession d'action de grâces. En 2006, la Fraternité a rejoint l'image de Notre- Dame de la Miséricorde.
- Pèlerinage de Pinar : pèlerinage qui aura lieu le premier dimanche de Juin dans le Pinar de la villa, dans laquelle la Vierge de Regla del Pinar, après le transfert avant trois jours avant le Sanctuaire de Notre-Dame règle, revient à son pin accompagné par des cavaliers, des chariots et du grand public.
- Virgen del Carmen : le saint patron des marins hors de sa fête le 16 juillet, étant expédié à midi et ont défilé à travers les mers de la Villa. Au cours de l'après-midi, une procession à travers les rues principales de la ville se termine par un feu d'artifice sur la plage de la Croix-mer.
- Règle du soir : ils sont dédiés à Notre-Dame de la Règle (es) et sont détenus par l'sanctuaire Notre-Dame de la Règle (es). Ils culminent avec la sortie de Notre-Dame de la Règle le 8 septembre et se terminent par un feu d'artifice sur la plage.
- Fête d'Halloween et de la Toussaint est de plus en plus fréquente dans la soirée du 31 octobre, avec les enfants dans les rues, déguisés en monstres et fantasmagories, demandant des bonbons au porte à porte. Le 1er novembre, fête de la Toussaint, a lieu la procession d'action de grâce du Saint-Christ de la Miséricorde, en raison du miracle accompli lors du tsunami de Lisbonne.
- Noël : la ville est décorée de lumières de Noël. En 2003 a été formée l'Association des crèches " Caepionis " qui a fait de nombreuses activités, telles que des cours de crèches, la réalisation Cartel de Noël, une crèche vivante, concours de crèches ou la proclamation de Noël. Les Zambobás sont des célébrations traditionnelles organisées par les différents quartiers et les associations villageoises. L'après-midi du 5 janvier se déroule la Cavalcade des trois Rois Mages, où depuis 2009 se fait l'adoration de l'enfant Jésus sur la Plaza Pio XII.

## Économie
Élevage du xérès
Les trois villes de Sanlúcar de Barrameda, El Puerto de Santa María et Jerez de la Frontera composent le très célébré « triangle du Xérès » qui définit le territoire et le terroir du fameux vin de Xérès (ou « Sherry »), très prisé des Britanniques. Au-delà de ce triangle d'or, six autres communes font partie du territoire de la Denominación de Origen (DO) : Lebrija, Trebujena, Chipiona, Rota, Chiclana et Puerto Real. Mais jusqu'en 2022 leurs vignobles ne pouvaient que fournir le raisin pour la fabrication de ce vin ; la maturation, ou vieillissement, devait de faire spécifiquement dans l'une des trois villes du triangle du xérès. Depuis 2022, les caves sur les territoires de ces six communes ont elles aussi le droit de fabriquer du xérès et de le maturer.

## Personnages éminents
- Federico Oliver Crespo, écrivain
- Antonio Piñero, professeur de philologie, écrivain et historien
- Rocío Jurado, chanteuse
- José Miranda de Sardi, poète
- José Antonio Castro Cebrián, écrivain
- Lucas Pastorino, artiste
- El Risitas